# Mildred Sanderson
Pour les articles homonymes, voir Sanderson.
Mildred Sanderson (1889-1914) est une mathématicienne américaine, connue pour son théorème mathématique concernant les invariants modulaires.

## Biographie
Mildred Sanderson naît à Waltham dans le Massachusetts, le 12 mai 1889. Elle fait ses études secondaires à la Waltham High School, et elle est major de sa promotion. Elle est diplômée de mathématiques avec mention très bien du Mount Holyoke College en 1910. Elle poursuit ses études à l'université de Chicago et soutient en 1913 une thèse de doctorat intitulée Formal modular invariants with application to binary modular covariants dans laquelle elle expose les éléments de son théorème mathématique. Sa thèse est publiée dans les Transactions of the American Mathematical Society, la même année. 
Après ses études, Sanderson enseigne quelque temps à l'université du Wisconsin à Madison, mais elle meurt prématurément à East Bridgewater, dans le Massachusetts, le 15 octobre 1914 des suites de la tuberculose,.

## Théorème de Sanderson
Le théorème de Sanderson établit qu'« À tout invariant modulaire {\displaystyle i} d'un système de formulaires sous n'importe quel groupe {\displaystyle G} des transformations linéaires à coefficients sur le terrain {\displaystyle {\rm {GF}}[p^{n}]}, il y a un invariant formel {\displaystyle I} en dessous de {\displaystyle G} tel que {\displaystyle I=i} pour tous les ensembles de valeurs dans le domaine des coefficients du système de formes ».
Leonard Eugene Dickson, dont elle a été la première doctorante, souligne la contribution importante des recherches doctorales de Mildred Sanderson dans le domaine des invariants modulaires et formels dans l'hommage qu'il lui rend en 1915. 
Eric Temple Bell quant à lui écrit que « La contribution unique de Miss Sanderson (1913) aux invariants modulaires a été considéré par le jury de son doctorat comme l'un des classiques sur le sujet ».

## Postérité
Un prix Mildred L. Sanderson pour l'excellence en mathématiques est créé en son honneur en 1939 au Mount Holyoke College.
Elle est mentionnée dans le livre 2008 Pioneering women in American mathematics: the pre-1940 PhD's, de Judy Green et Jeanne LaDuke. 